# Атлетика на Летњим параолимпијским играма 2016 — 200 метара за жене T12
Трка на 200 метара у класи 12 за жене, била је једна од 29 дисциплина атлетског програма на Летњим параолимпијским играма 2016. у Рио де Жанеиру, Бразил. Такмичење је одржано 11. и 12. септембра на Олимпијском стадиону Жоао Авеланж.

## Земље учеснице
Учествовало је 7 такмичарки из 7 земаља.
1. Азербејџан (1)
2. Бразил (1)
3. Венецуела (1)
4. Куба (1)
5. Немачка (1)
6. Папуа Нова Гвинеја (1)
7. Украјина (1)

## Рекорди пре почетка такмичења
(стање 8. септембра 2016.)
| Рекорди пре почетка Параолимпијских игара 2016.     | Рекорди пре почетка Параолимпијских игара 2016. | Рекорди пре почетка Параолимпијских игара 2016. | Рекорди пре почетка Параолимпијских игара 2016. | Рекорди пре почетка Параолимпијских игара 2016. | Рекорди пре почетка Параолимпијских игара 2016. |
| --------------------------------------------------- | ----------------------------------------------- | ----------------------------------------------- | ----------------------------------------------- | ----------------------------------------------- | ----------------------------------------------- |
| Светски рекорд                                      | 23,03                                           | Омара Дуранд                                    | Куба                                            | Доха, Катар                                     | 25. октобар 2015.                               |
| Параолимпијски рекорд                               | 24,46                                           | Асиа Ел Ханоуни                                 | Француска                                       | Лондон, Уједињено Краљевство                    | 6. септембар 2012.                              |
| Рекорди после завршених Параолимпијских игара 2016. |                                                 |                                                 |                                                 |                                                 |                                                 |
| Параолимпијски рекорд                               | 23,67                                           | Омара Дуранд                                    | Куба                                            | Рио де Жанеиро, Бразил                          | 11. септембар 2016.                             |
| Параолимпијски рекорд                               | 23,05                                           | Омара Дуранд                                    | Куба                                            | Рио де Жанеиро, Бразил                          | 12. септембар 2016.                             |

## Сатница
| Датум               | Време | Ниво               |
| ------------------- | ----- | ------------------ |
| 11. септембар 2016. | 19:28 | Квалификације (Г1) |
| 11. септембар 2016. | 19:35 | Квалификације (Г2) |
| 12. септембар 2016. | 10:57 | Финале             |

Сва времена су по локалном времену (UTC+3)

## Освајачи медаља
|                     |                            |                            |
| Омара Дуранд · Куба | Оксана Ботурчук · Украјина | Јелена Чебану · Азербејџан |

## Резултати

### Квалификације
Квалификације су одржане 11.9.2016. годину у 19:28 и 19:35. Такмичарке су биле подељене у две групе. У финале су се пласирале првопласиране такмичарке из сваке групе и 2 на основу резултата.,,
| Пласман | Група | Атлетичарка             | Земља              | Класа | ЛР    | ЛРС   | Резултат | Белешка |
| ------- | ----- | ----------------------- | ------------------ | ----- | ----- | ----- | -------- | ------- |
| 1.      | 2     | Омара Дуранд            | Куба               | Т12   | 23,03 | 23,93 | 23,67    | КВ, ПР  |
| 2.      | 2     | Оксана Ботурчук         | Украјина           | Т12   | 23,95 | 25,06 | 24,02    | кв, ЛРС |
| 3.      | 1     | Јелена Чебану           | Азербејџан         | Т12   | 24,12 | 24,12 | 24,16    | КВ РР   |
| 4.      | 1     | Катрин Милер-Ротгарт    | Немачка            | Т12   | 24,29 | 24,29 | 24,73    | кв      |
| 5.      | 1     | Алиса де Оливеира Кореа | Бразил             | Т12   | 25,13 |       | 25,12    | ЛР      |
| 6.      | 2     | Greilyz Villarroel      | Венецуела          | Т12   | 25,71 | 25,71 | 25,88    |         |
| 7.      | 1     | Џојлин Џефри            | Папуа Нова Гвинеја | Т12   |       |       | 32,78    | ЛРС     |

### Финале
Такмичење је одржано 12.9.2016. годину у 10:57.,,
| Пласман | Атлетичарка          | Земља      | Класа | Резултат | Белешка |
| ------- | -------------------- | ---------- | ----- | -------- | ------- |
|         | Омара Дуранд         | Куба       | Т12   | 23,05    | ПР      |
|         | Оксана Ботурчук      | Украјина   | Т12   | 23,65    | РР, ЛР  |
|         | Јелена Чебану        | Азербејџан | Т12   | 23,80    | РР, ЛР  |
| 4.      | Катрин Милер-Ротгарт | Немачка    | Т12   | 24,71    |         |